# Heinrich Weigl
Heinrich Weigl (ur. ok. 1863, zm. 9 kwietnia 1913 w Sanoku) – major c. k. Obrony Krajowej.

## Życiorys
Urodził się około 1863. Został oficerem c. k. Obrony Krajowej. Awansowany na stopień rotmistrza kawalerii Obrony Krajowej 1 maja 1898. W 1912 jako oficer Pułku Ułanów Obrony Krajowej Nr 5 ze Stockerau był przydzielony jako referent do Obwodowej Komendy Pospolitego Ruszenia nr 37 w Castelnuovo (Landsturmbezirkskommando Nr. 37 in Castelnuovo). Awansowany na stopień majora 1 listopada 1912. Jako oficer 37 Pułku Piechoty k.k. Landwehry został komendantem utworzonego w 1913 Obwodowej Komendy Uzupełniającej Obrony Krajowej Sanok (Landwehr-Ergänzungsbezirkskommando Sanok). Zmarł 9 kwietnia 1913 w Sanoku na zapalenie płuc. 11 kwietnia 1913 jego ciało transportowano z Sanoka do Darmstadt. Był żonaty z Lili.

## Odznaczenia
- Odznaka za Służbę Wojskową 3 klasy (przed 1912)[4]
- Brązowy Medal Jubileuszowy Pamiątkowy dla Sił Zbrojnych i Żandarmerii (przed 1912)[4]
- Krzyż Jubileuszowy Wojskowy (przed 1912)[4]